# Żerdno
Żerdno (niem. Schneidemühl) – wieś sołecka w Polsce położona w województwie zachodniopomorskim, w powiecie drawskim, w gminie Czaplinek. Od 1950 (również w latach 1975–1998) miejscowość administracyjnie należała do województwa koszalińskiego. W roku 2007 wieś liczyła 66 mieszkańców.
Istniał tu młyn królewski Piła, należący do starostwa drahimskiego, pod koniec XVI wieku leżał w powiecie wałeckim województwa poznańskiego.

## Geografia
Malowniczo położona wieś leży ok. 8 km na północ od Czaplinka, ok. 2 km na wschód od drogi wojewódzkiej nr 163, nad morenowym brzegiem jeziora Żerdno.
Na północ od wsi znajduje się Spyczyna Góra, gdzie kiedyś był punkt widokowy, obecnie dostrzegalnia przeciwpożarowa. W związku z tym bardziej atrakcyjna widokowo pozostaje brukowana droga biegnąca ze wsi w kierunku wzniesienia.